# Hallering

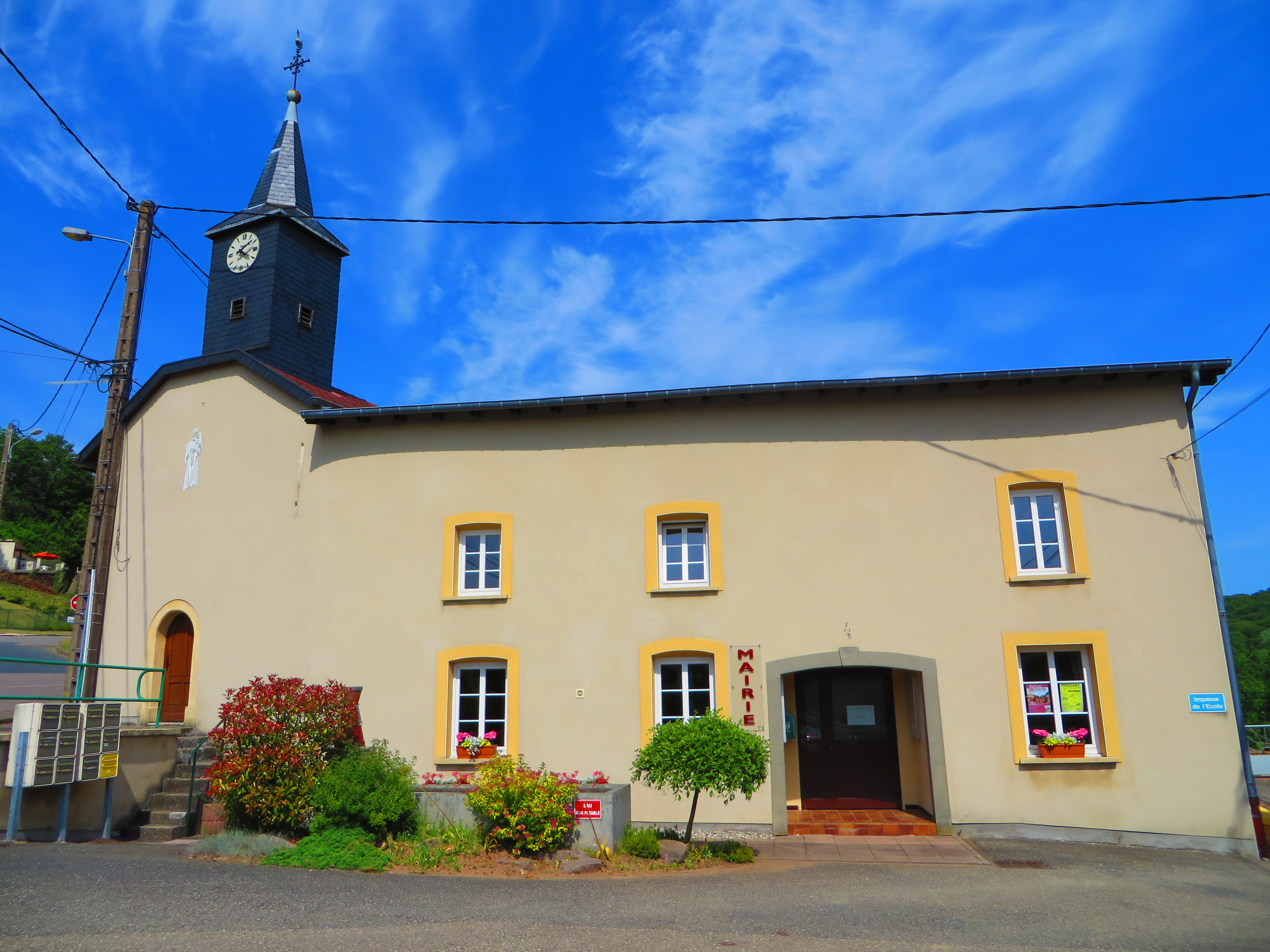
Rathaus (Mairie) und Kirche St. Antonius

Hallering (deutsch Halleringen) ist eine französische Gemeinde mit 104 Einwohnern (Stand 1. Januar 2022) im Département Moselle in der Region Grand Est (bis 2015 Lothringen).

## Geographie
Die Gemeinde liegt in Lothringen, etwa  dreißig Kilometer östlich von Metz, zehn Kilometer südsüdöstlich von Boulay-Moselle (Bolchen) und zehn Kilometer nordnordwestlich von Faulquemont (Falkenberg) an einem Bach.

## Geschichte
Der Ort gehörte früher zum Herzogtum Lothringen  im Heiligen Römischen Reich
und wurde 1284 erstmals als Halderchanges erwähnt, dann als Halleringe (1356), Halderinga (1371) und Halleringen (1683).
Durch den Frankfurter Frieden vom 10. Mai 1871 kam das Gebiet an das deutsche Reichsland Elsaß-Lothringen, und das Dorf wurde dem Kreis Bolchen im Bezirk Lothringen zugeordnet. Die Dorfbewohner betrieben Getreide-, Obst- und Tabakbau sowie Viehzucht.
Nach dem Ersten Weltkrieg musste die Region aufgrund der Bestimmungen des Versailler Vertrags 1919 an Frankreich abgetreten werden. Im Zweiten Weltkrieg war die Region von der deutschen Wehrmacht besetzt.

### Bevölkerungsentwicklung
| Jahr      | 1962 | 1968 | 1975 | 1982 | 1990 | 1999 | 2006 | 2019 |
| Einwohner | 88   | 104  | 84   | 88   | 81   | 102  | 114  | 113  |

## Wappen
Die drei silbernen Sparren auf rotem Grund im Wappen sind die Symbole der Familie Rollingen (französisch Raville), der Halleringen gehörte. Die drei Lilien sind das Attribut des Hl. Antonius, Schutzpatron der Gemeinde.